# Jana Baricová
Jana Baricová (* 20. November 1953 in Vysoké Mýto, Tschechoslowakei) ist eine slowakische Richterin. Seit 2014 ist sie Richterin am Verfassungsgericht der Slowakischen Republik und war kurzzeitig dessen kommissarische Präsidentin.

## Leben und Wirken
Baricová studierte ab 1973 Rechtswissenschaften an der Masaryk-Universität in Brünn und ab 1978 an der Comenius-Universität Bratislava. 1981 schloss sie ihr Studium mit dem Erwerb des Titels JUDr. ab. Anschließend trat sie in den tschechoslowakischen Justizdienst ein und wurde als Richterin am Bezirksgericht Bratislava-Videk eingesetzt. Ab 1985 war sie stellvertretende Präsidentin dieses Gerichts und wurde 1990 an das Bezirksgericht Bratislava versetzt, wo sie 1992 und später von 1997 bis 2004 erneut ebenfalls Vizepräsidentin und Fachbereichsleiterin für die Zivilabteilung wurde. In den Jahren 1993 bis 2004 war sie Mitglied mehrerer Gesetzgebungsausschüsse unter anderem zur Novellierung der Zivilprozessordnung, des Richter- und Laienrichtergesetzes, des Gerichtsgesetzes oder des Familiengesetzes. 2005 wurde sie zur Richterin am Obersten Gerichtshof der Slowakischen Republik und Mitglied des Verwaltungsrats ernannt. Ab 2007 war sie Vorsitzende des Senats des Verwaltungskollegiums und von 2008 bis 2014 stellvertretende Vorsitzende des Verwaltungskollegiums des Obersten Gerichtshofs.
Von 2012 bis 2016 war Baricová Ad-hoc-Richterin am Europäischen Gerichtshof für Menschenrechte. Im selben Zeitraum war sie als stellvertretende Vorsitzende der Kommission zur Neukodifizierung des Zivilprozessrechts an der Ausarbeitung neuer Zivilprozessordnungen und in der Folge auch in einer Kommission zur Novellierung des Privatrechts beteiligt. 2019 wurde sie als Vertreterin der Slowakei zum ordentlichen Mitglied der Venedig-Kommission ernannt, nachdem sie seit 2012 zuvor bereits stellvertretendes Mitglied gewesen war.
Am 10. Juli 2014 wurde sie zur Richterin des Verfassungsgerichts der Slowakischen Republik ernannt. Vom 1. März 2019 bis 17. April 2019 übte sie kommissarisch die Aufgaben der Präsidentin des Verfassungsgerichts aus.
Daneben ist sie Autorin zahlreicher Fachpublikationen, unter anderem von Kommentaren zum Gesetz über das Verfassungsgericht der Slowakischen Republik, zur Zivilprozessordnung, zum Rechtsanwaltsvergütungsgesetz und eines Lehrbuchs zum Zivilprozessrecht. Daneben engagiert sie sich in der Lehre und ist unter anderem Dozentin an der Comenius-Universität und der slowakischen Richterakademie.